# Гејтс-Норт Гејтс (Њујорк)
Гејтс-Норт Гејтс (енгл. Gates-North Gates) град је у америчкој савезној држави Њујорк.

## Демографија
По попису из 2000. године број становника је 15.138.
| Група             | 2000.          | 2010.    |
| Белци             | 13.071 (86,3%) | 0 (0,0%) |
| Афроамериканци    | 929 (6,1%)     | 0 (0,0%) |
| Азијати           | 426 (2,8%)     | 0 (0,0%) |
| Хиспаноамериканци | 497 (3,3%)     | 0 (0,0%) |
| Укупно            | 15.138         | 0        |